# Ophiura flagellata
Ophiura flagellata är en ormstjärneart som först beskrevs av George Richard Lyman 1878.  Ophiura flagellata ingår i släktet Ophiura och familjen fransormstjärnor. Inga underarter finns listade i Catalogue of Life.